# Ferdinand von Alten
Pour les articles homonymes, voir Alten (homonymie).
Ferdinand von Alten, né le 13 avril 1885 à Saint-Pétersbourg (Empire russe) et mort le 17 mars 1933 à Dessau (Allemagne), est un acteur allemand.

## Filmographie
- 1918 : Kaêna : Felix Kersten
- 1918 : Die blaue Laterne : Legationsrat von Guntershausen
- 1919 : Die Gesunkenen : William Marescu
- 1919 : Der Saal der sieben Sünden : Hudson
- 1919 : Dem Teufel verschrieben
- 1919 : Fidelio : Igor Rjumin
- 1919 : Das goldene Buch
- 1919 : Die Sumpfhanne
- 1920 : Gentlemen-Gauner : Joe Deebs
- 1920 : Der indische Tod : Dr. Gude, Kunsthistoriker
- 1920 : Das Mädchen aus der Ackerstraße - 1. Teil
- 1920 : Katharina die Große (de)
- 1920 : Madame Récamier : Napoléon Bonaparte
- 1920 : Anne Boleyn : Mark Smeaton
- 1921 : Die Geschwister Barelli
- 1921 : Der Stier von Olivera : Priester Antonius
- 1921 : Das Geheimnis der Mumie : Joe Deebs
- 1921 : Der Mann ohne Namen (de) - 1. Der Millionendieb
- 1921 : Der Mann ohne Namen (de) - 2. Der Kaiser der Sahara
- 1921 : Der Mann ohne Namen (de) - 3. Gelbe Bestien : Mann mit der Narbe
- 1921 : Der Mann ohne Namen (de) - 4. Die goldene Flut
- 1921 : Der Mann ohne Namen (de) - 5. Der Mann mit den eisernen Nerven
- 1921 : Danton de Dimitri Buchowetzki : Marie-Jean Hérault de Séchelles
- 1921 : Ein Erpressertrick : Joe Deebs, Detektiv
- 1921 : Der Mann ohne Namen (de) - 6. Der Sprung über den Schatten
- 1921 : Die Perle des Orients : Radscha von Singalundi
- 1921 : Die Geliebte Roswolskys : Lico Mussafin
- 1921 : Das Handicap der Liebe : Joe Deebs, Detective
- 1921 : Die Jagd nach der Wahrheit
- 1922 : Wem nie durch Liebe Leid geschah!
- 1922 : Die Fürstin der Ozeanwerft
- 1922 : Der Liebesroman des Cesare Ubaldi
- 1922 : Othello : Rodrigo
- 1922 : Im Kampf mit dem unsichtbaren Feind : George Barry, der Teufel
- 1922 : Der Graf von Charolais : Graf Philipp
- 1922 : Der Graf von Essex : Raleigh
- 1923 : La Flamme : Mann von Welt
- 1923 : Der rote Reiter
- 1923 : Der Geldteufel : Chartelier
- 1923 : Der Kaufmann von Venedig : Prinz von Arragon
- 1923 : Le Montreur d'ombres (Schatten - Eine nächtliche Halluzination) : 3. Kavalier
- 1924 : Das Rennen des Todes
- 1924 : Die Radio Heirat
- 1924 : Ein Traum vom Glück
- 1924 : Tragödie im Hause Habsburg
- 1924 : Comtesse Donelli (Gräfin Donelli) : Baron von Trachwitz
- 1924 : Mensch gegen Mensch
- 1925 : Wallenstein, 2. Teil - Wallensteins Tod : Questenberg
- 1925 : Kampf um die Scholle : Axel von Wulfshagen
- 1925 : Kammermusik : Exzellenz von Prillwitz, der Intedant
- 1925 : Wallenstein, 1. Teil - Wallensteins Macht : Questenberg
- 1925 : Des Lebens Würfelspiel : Bankier George Neumann
- 1926 : Mein Freund der Chauffeur : Graf Dalmar-Kalm
- 1926 : Fräulein Mama
- 1926 : Die Flammen lügen : Arken, Birkingers Privatsekretär
- 1926 : L'Étudiant de Prague (Der Student von Prag) : Baron Waldis-Schwarzenberg, Margits Vetter und Verlobter
- 1926 : Der Herr des Todes : Baron von Bassenheim
- 1926 : Die lachende Grille : Herzog von Orleans
- 1926 : Die Straße des Vergessens : sein Freund, Fernando Cordova
- 1926 : Der Sohn des Hannibal
- 1927 : Benno Stehkragen
- 1927 : Deutsche Frauen - Deutsche Treue : Vaughan, französischer Stabsarzt
- 1927 : Die Bräutigame der Babette Bomberling : Koberstein
- 1927 : Glanz und Elend der Kurtisanen : Serizy
- 1927 : Pique Dame
- 1927 : Kleinstadtsünder : Arthur Canisius, Assessor
- 1927 : Der Mann ohne Kopf : Don Diego
- 1928 : Königin Luise, 2. Teil : Bertrand
- 1928 : Moral : Kammerherr von Schmettau
- 1928 : Luther – Ein Film der deutschen Reformation : Miltitz
- 1928 : Die geheime Macht : Baron Sterny
- 1928 : Die Königin seines Herzens : Hofmarschall
- 1928 : Champagne : The Man
- 1928 : Die Frau auf der Folter
- 1928 : Weib in Flammen : Baron Demeter von Thurzo
- 1929 : Der Günstling von Schönbrunn
- 1929 : Die Garde-Diva
- 1929 : Rosen blühen auf dem Heidegrab : Hauptmann Matay
- 1930 : Ludwig der Zweite, König von Bayern
- 1930 : Polizeispionin 77 : Graf Lettorières
- 1930 : Hokuspokus : Lindborg
- 1930 : Im Kampf mit der Unterwelt : Murphy
- 1931 : Schneider Wibbel : Piccard
- 1931 : Ihre Majestät die Liebe
- 1931 : 1914, fleurs meurtries (1914, die letzten Tage vor dem Weltbrand) : Viviana
- 1931 : Aschermittwoch : Tiburtius
- 1931 : Arme, kleine Eva : Wallner, Prokurist
- 1931 : Der Raub der Mona Lisa
- 1932 : Der Stolz der 3. Kompanie : Martini, Lakai
- 1932 : Es wird schon wieder besser
- 1932 : Der Geheimagent : Minister
- 1932 : Drei von der Stempelstelle : Kienast, Chef eines Modesalons
- 1932 : Der tolle Bomberg : Bombergs Verwandter
- 1932 : Comtesse Maritza (Gräfin Mariza) : Fürst Popoff
- 1932 : Die - oder keine : Prince Wenzel von Marana
- 1932 : Theodor Körner (de)
- 1932 : Nous les mères (Das erste Recht des Kindes)
- 1932 : Marschall Vorwärts : Französischer Gesandter
- 1933 : Das Meer ruft